# Clivia mirabilis
Clivia mirabilis är en amaryllisväxtart som beskrevs av Rourke. Clivia mirabilis ingår i släktet Clivia, och familjen amaryllisväxter. Inga underarter finns listade i Catalogue of Life.